# Pedro Pichardo
Pedro Pablo Pichardo (ur. 30 czerwca 1993 w Santiago de Cuba) – kubański lekkoatleta specjalizujący się w trójskoku. Mistrz olimpijski z 2021 roku, wicemistrz świata z 2013 i 2015. Od 10 września 2018 reprezentuje Portugalię.
W 2012 został najpierw mistrzem Ameryki Środkowej i Karaibów juniorów, a kilka tygodni później sięgnął w Barcelonie po mistrzostwo świata juniorów.
Podczas mistrzostw świata w 2013 roku Kubańczyk wywalczył srebrny medal. W marcu 2014 zdobył brąz halowego czempionatu globu w Sopocie. W 2015 roku zwyciężył na igrzyskach panamerykańskich oraz zdobył srebro podczas mistrzostwa świata w Pekinie.
W 2021 zdobył złoto podczas igrzysk olimpijskich w Tokio, natomiast rok później sięgnął po wicemistrzostwo świata w hali oraz po złoto światowego czempionatu na otwartym stadionie. W tym samym roku zdobył także tytuł mistrza Europy. W 2023 ponownie został halowym mistrzem Europy. W 2024 zdobył srebrny medal na mistrzostwach Europy ustanawiając nowy rekord Portugalii na stadionie.

## Rekordy życiowe
- stadion – 18,08 (28 maja 2015, Hawana) rekord Kuby, 6. wynik w historii światowej lekkoatletyki;[2]
- hala – 17,60 (3 marca 2023, Stambuł) rekord Portugalii[3]

Do zawodnika należy również rekord Portugalii na otwartym stadionie (18,04 w 2024).

## Osiągnięcia
| Rok                       | Impreza                                           | Miejsce        | Pozycja    | Wynik  |
| ------------------------- | ------------------------------------------------- | -------------- | ---------- | ------ |
| Reprezentacja: Kuba       |                                                   |                |            |        |
| 2012                      | Mistrzostwa Ameryki Środkowej i Karaibów juniorów | San Salvador   | 1. miejsce | 16,40  |
| 2012                      | Mistrzostwa świata juniorów                       | Barcelona      | 1. miejsce | 16,79  |
| 2013                      | Mistrzostwa świata                                | Moskwa         | 2. miejsce | 17,68  |
| 2014                      | Halowe mistrzostwa świata                         | Sopot          | 3. miejsce | 17,24  |
| 2015                      | Igrzyska panamerykańskie                          | Toronto        | 1. miejsce | 17,54w |
| 2015                      | Mistrzostwa świata                                | Pekin          | 2. miejsce | 17,73  |
| 2016                      | Igrzyska olimpijskie                              | Rio de Janeiro | el. –      | DNS    |
| Reprezentacja: Portugalia |                                                   |                |            |        |
| 2019                      | Mistrzostwa świata                                | Doha           | 4. miejsce | 17,62  |
| 2021                      | Halowe mistrzostwa Europy                         | Toruń          | 1.miejsce  | 17,30  |
| 2021                      | Igrzyska olimpijskie                              | Tokio          | 1.miejsce  | 17,98  |
| 2022                      | Halowe mistrzostwa świata                         | Belgrad        | 2. miejsce | 17,46  |
| 2022                      | Mistrzostwa świata                                | Eugene         | 1. miejsce | 17,95  |
| 2022                      | Mistrzostwa Europy                                | Monachium      | 1. miejsce | 17,50  |
| 2023                      | Halowe mistrzostwa Europy                         | Stambuł        | 1.miejsce  | 17,60  |
| 2023                      | Mistrzostwa świata                                | Budapeszt      | el. –      | DNS    |
| 2024                      | Mistrzostwa Europy                                | Rzym           | 2. miejsce | 18,04  |
| 2024                      | Igrzyska olimpijskie                              | Paryż          | 2.miejsce  | 17,84  |